# Han kommer i sin kyrka
Han kommer i sin kyrka är en adventspsalm av Paul Nilsson från 1905, på temat "Ett nådens år från Herren". Texten bygger till stor del på Jesaja kapitel 61, de två första verserna, och Matteusevangeliet kapitel 21, vers 5.
Melodi (F-dur, 6/4) från 1400-talet. Vid psalmens första publiceringen i Nya psalmer 1921 antas melodin vara komponerad av Hans Kugelmann i hans körverk Concentus novi trium vocum accomodati från 1540 och att det är samma melodi som till Min själ skall lova Herran, En Fader oss förenar, Gud gav i skaparorden, O Herre, du som säger och Upp, psaltare och harpa.
Texten blev fri för publicering år 2021.

## Publicerad som
- Nr 512 i Nya psalmer 1921, tillägget till 1819 års psalmbok under rubriken "Kyrkans högtider: Advent".
- Nr 47 i 1937 års psalmbok under rubriken "Advent".
- Nr 110 i Den svenska psalmboken 1986 under rubriken "Advent".
- Nr 10 i Finlandssvenska psalmboken 1986 under rubriken "Advent".